# Rybaki (Wilno)

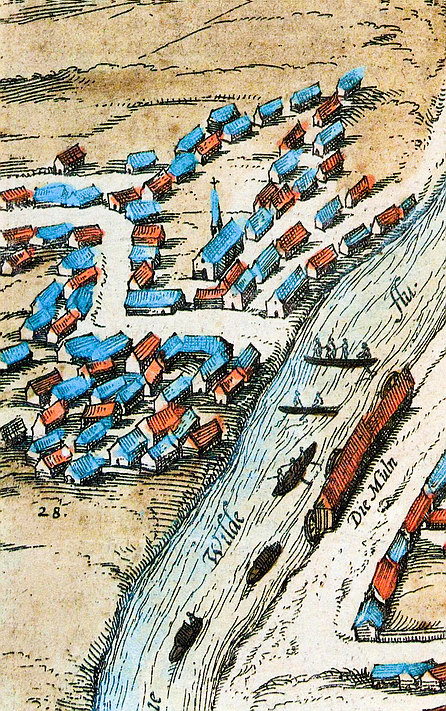
Rybaki na mapie z 1545

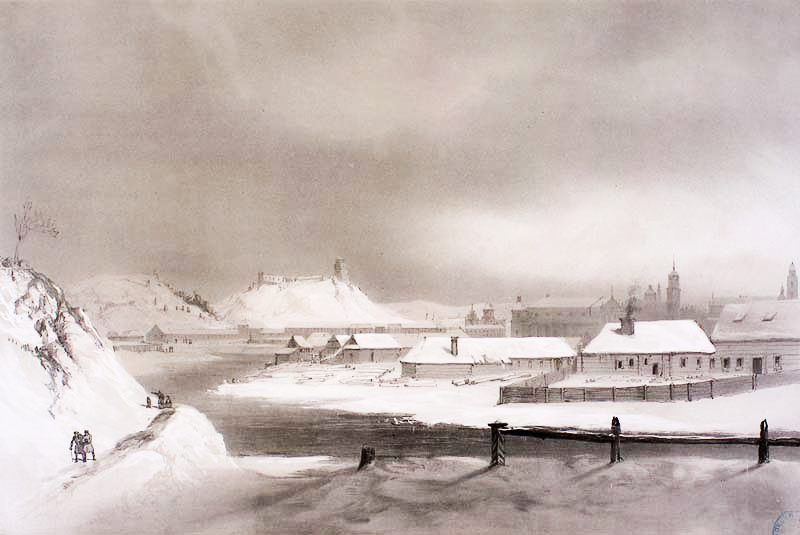
Rybaki na pochodzącej z XIX w. akwareli Franciszka Smuglewicza

Rybaki (lit. Žvejai), historyczna dzielnica Wilna, położona na obszarze dwóch dzielnic administracyjnych miasta: Śnipiszek i Żyrmun. 
Początek osadnictwa na terenie Rybaków datuje się na XIV w., kiedy na prawym brzegu Wilii, naprzeciwko Starego Miasta założono osadę rybacką (stąd zarówno polska jak i litewska nazwa dzielnicy).
Osada Rybaki słynęła w XVI w. z jedynej na Litwie huty szkła oraz największego cmentarza żydowskiego działającego od 1592 do 1830. W 1563 Rybaki zostały połączone z Wilnem mostem, który znajdował się w okolicy współczesnego mostu Mendoga (lit. Mindaugo tiltas).
Obecnie nazwa Rybaki nie jest używana w odniesieniu do dzielnicy administracyjnej miasta, a pamiątką po dawnej dzielnicy jest ulica Rybaki (lit. Žvejų gatvė) ciągnąca się wzdłuż brzegu Wilii. Ulica ta do niedawna była dłuższa, lecz w 2000 jej wschodnią część, znajdującą się w dzielnicy Żyrmuny, przemianowano na ulicę Olimpijczyków (lit. Olimpiečių gatvė).